# Christian Nielsen (treinador de futebol)
Christian Nielsen (Dinamarca, 9 de janeiro de 1974) é um treinador de futebol dinamarquês. É o treinador do Lyngby BK, que atua no Campeonato Dinamarquês de Futebol, substituindo Mark Strudal.